# مگافورس رکوردز
مگافورس رکوردز (انگلیسی: Megaforce Records) یک ناشر موسیقی مستقل آمریکایی مستقر در نیویورک است که از سال ۱۹۸۲ آغاز به کار کرد.